# Mitjeta
Die Mitjeta war eine spanische Volumeneinheit für Flüssigkeiten, wie Wein, Essig und Branntwein. Das Maß war im Raum Alicante und Valencia verbreitet und war für den Kleinhandel gedacht. Der Großhandel verwendete den Tonel(l) zu 100 Cantaros.
- 1 Mitjeta = 0,6731 Liter
- 16 Mitjeta = 1 Cantaro